# Виден Апостолов
Виден Апостолов (болг. Виден Апостолов; 17 жовтня 1941, Новий Іскир — 13 листопада 2020) — болгарський футболіст, що грав на позиції захисника.
Виступав, зокрема, за клуб «Ботев» (Пловдив), а також національну збірну Болгарії.
Чемпіон Болгарії. Володар Кубка Болгарії.

## Клубна кар'єра
У дорослому футболі дебютував 1959 року виступами за команду клубу «Локомотив» (Софія), в якій провів один сезон.
Своєю грою за цю команду привернув увагу представників тренерського штабу клубу «Ботев» (Пловдив), до складу якого приєднався 1960 року. Відіграв за команду з Пловдива наступні шістнадцять сезонів своєї ігрової кар'єри. За цей час виборов титул чемпіона Болгарії. Завершив професійну кар'єру футболіста виступами за цю команду, яка на той момент вже носила назву «Тракія» (Пловдив), у 1976 році.

## Виступи за збірну
1962 року дебютував в офіційних матчах у складі національної збірної Болгарії. Протягом кар'єри у національній команді, яка тривала 13 років, провів у формі головної команди країни 22 матчі, забивши 3 голи.
У складі збірної був учасником чемпіонату світу 1966 року в Англії, проте в матчах мундіалю на поле не виходив, залишаючись на лаві для запасних.

## Титули і досягнення
- Чемпіон Болгарії (1):

«Ботев» (Пловдив): 1966–1967
- Володар Кубка Болгарії (1):

«Ботев» (Пловдив): 1962